# 39799 Hadano
39799 Hadano è un asteroide della fascia principale. Scoperto nel 1997, presenta un'orbita caratterizzata da un semiasse maggiore pari a 2,1823010 UA e da un'eccentricità di 0,1944041, inclinata di 3,78974° rispetto all'eclittica.